# مناورة فالين

قطع مستعرض عبر الرسغ، والأصابع (العصب المتوسط هو النقطة الصفراء بالقرب من المركز، النفق الرسغي غير موضح بالرسم، ولكن الهيكل الدائري المحيط بالعصب المتوسط مرئي).

مناورة فالين (بالإنجليزية: Phalen's maneuver) هي اختبار تشخيصي لمتلازمة النفق الرسغي، اكتشفه طبيب عظام أمريكي يدعى جورج فالين.

## التقنية
يُطلب من المريض تثبيت معصمه في وضع الانثناء الكامل والقسري (حيث يقوم بدفع السطوح الظهرية لكلتا يديه معا) لمدة 30-60 ثانية. تتصل العضلات الخراطينية لليد جزئياً إلى أوتار العضلة المثنية العميقة للاصابع (flexor digitorum profundus). وعندما يُثنى المعصم، تنقبض العضلة المثنية العميقة للاصابع في الاتجاه القريب، وتُسحب العضلات الخراطينية جنبا إلى جنب معها. في بعض الأفراد، يمكن أن تُسحب العضلات الخراطينية إلى النفق الرسغي مع انقباض العضلة المثنية العميقة للاصابع. على هذا النحو، يمكن لمناورة فالين زيادة الضغط في النفق الرسغي، ضاغطا العصب المتوسط بين الحافة القريبة من الرباط الرسغي المستعرض، والحدود الأمامية للنهاية البعيدة لعظمة الكعبرة. وعن طريق ضغط العصب المتوسط داخل النفق الرسغي، تظهر بعض الأعراض (مثل الشعور بالحرقان، أو الوخز، أو الإحساس بالخدر في الإبهام، والسبابة، والوسطى، والبنصر) التي تدل على أن الاختبار إيجابي، وتشير إلى متلازمة النفق الرسغي. ولأنه لن يتم سحب العضلات الخراطينية في النفق الرسغي في كل الأفراد مع هذه المناورة، فإن هذا الاختبار ليس حساس، ولا نوعي لمتلازمة النفق الرسغي.

## الدقة
في دراسات دقة التشخيص، تراوحت حساسية مناورة فالين من 51٪ إلى 91٪، وخصوصيتها من 33٪ إلى 88٪.

## اختبار فالين العكسي
يتم إجراء هذا الاختبار من خلال حفاظ المريض على التمديد الكامل للمعصم والإصابع لمدة دقيقتين. يزيد اختبار فالين العكسي الضغط في النفق الرسغي بشكل ملحوظ في غضون 10 ثواني من التغيير في وضع المعصم، ويميل ضغط النفق الرسغي للزيادة طوال مدة الاختبار. في المقابل، فإن التغيير في ضغط النفق الرسغي المشار إليه في اختبار فالين التقليدي يكون بسيط ومستقر بعد 20- 30 ثانية.
كان متوسط التغير في الضغط في اختبار فالين بعد الدقيقة الأولي، وبعد دقيقتين 4 ملم زئبق فقط. بينما كان متوسط تغير الضغط في النفق الرسغي في اختبار فالين العكسي 34 ملم زئبق بعد دقيقة واحدة أثناء الاختبار، و42 ملم زئبق بعد دقيقتين.
يغير وضع المعصم المفرود الضغط داخل النفق الرسغي بشكل كبير، وقد يكون أكثر فائدة كمناورة فحص استفزازية. وتؤدي مناورة فالين العكسية إلى ضغط هيدروستاتيكي داخل القناة أعلى بكثير مقارنة مع مناورة فالين التقليدية. ويعتقد أن ذلك يضيف إلى حساسية أساليب الفحص التقليدية.

## مقارنة
مناورة فالين أكثر حساسية من علامة تينيل.